# 1097
1097 (MXCVII) je bilo navadno leto, ki se je po julijanskem koledarju začelo na četrtek.

## Dogodki

### Prva križarska vojna(1095-99): od Konstantinopla do Antiohije
- januar-april - Vse štiri skupine križarjev, ki so se prejšnje leto iz različnih evropskih pokrajin odpravile na pot,  se utaborijo pred obzidjem Konstantinopla.  ↓
- → Bizantinski cesar Aleksej I. Komnen v zameno za hrano in potrebščine od križarskih vodij zahteva, da mu prisego zvestobe in vrnitev vseh osvojenih bizantinskih ozemelj, ki so jih v zadnjih desetletjih osvojili Seldžuki.

#### -obleganje Nikeje
- Prvi cilj križarske vojske je nekdaj bizantinsko mesto Nikeja. Vladar Sultanata Rum Kilidž Arslan I. je pustil prestolnico nezavarovano in se na vzhodu Anatolije spopada z Danišmendi.
- 20. maj, 21. maj - Seldžuška izvidnica poskusi razbiti obroč na jugu, vendar jo križarji Rajmonda Touluškega in Roberta Flandrijskega zavrnejo. Na obeh straneh so velike izgube.
- 17. junij - K obleganju Nikeje pristopijo Bizantinci. Po ukazu cesarja Alekseja Komnena s čolni blokirajo oskrbo mesta preko jezera.
- 19. junij - Po navideznem napadu bizantinske vojske se Nikeja preda. Cesar Aleksej prepreči križarjem plenjenje po mestu, v zameno jim izplača denarne nagrade.
- 26. junij - Križarji zapustijo Nikejo in se odpravijo v notranjost Anatolije. Vodi jih oddelek bizantinske vojske pod vodstvom generala Tatikija.

#### - pohod skozi Anatolijo
- Da bi se lažje oskrbovali ob poti se križarji na pohodu skozi Anatolijo razdelijo v dve skupini: prvo skupino vodijo Normani (italijanski in normandijski) skupaj s Flandrijci, drugo Francozi.
- 1. julij - Bitka pri Dorileju (1097): prva, normanska skupina križarjev utrpi hude izgube v bitki s seldžuško vojsko Kilidž Arslana. Popoln poraz prepreči prihod glavnine pod vodstvom Rajmonda Touluškega. Križarji v nadaljevanju pohod nadaljujejo skupaj.
- Ob prehodu čez prelaz skozi Kiklijska vrata, gorovje Taurus v južni Turčiji, se od glavnine odcepi vojški oddelek Baldvina Boulonjskega, ki se je usmeri proti armenski provinci Edesi.
- Ob prodiranju križarske vojske sklenejo seldžuški vladarji Dukak iz Damaska, Yaghi-Siyan iz Antiohije in Ridvan iz Alepa začasno premirje ter se vrnejo na svoj dom.
- Po tri mesece trajajočem napornem pohodu v poletni vročini glavnina križarjev prispe do obzidja Antiohije.

#### - obleganje Antiohije 1097-98
- 20. oktober - Križarji začno oblegati Antiohijo. Mesto je preveliko za obleganje, da bi mu preprečili oskrbo. Preda se šele po devetih mesecih obleganja v naslednjem letu 1098 ↔
- Križarji se tekom obleganja v iskanju za viri vse globlje podajajo v notranjost sovražne dežele in se razpršeni v manjše oddelke izpostavljajo nevarnostim. Zaloge hrane prično kritično kopneti in križarski tabor zajame huda lakota.
- 29. decembra - Poskus Yaghi-Siyana z izpadom, a ga vojska Rajmonda Touluškega zavrne.
- Med iskanjem hrane na jugu križarska oddelka Bohemonda Tarantskega in Roberta Flandrijskega premagata Seldžuke iz Damaska, ki so prihajali na pomoč oblegancem.

### Ostalo
- Edgar, mlajši sin Malcolma III. odstavi škotskega kralja (in strica) Donalda III.. Pri vzponu na prestol mu je pomagal angleški kralj Viljem Ruf.
- Rekonkvista: bitka pri Bairénu, zmaga El Cidove kastiljsko-aragonske koalicije proti Almoravidom. Almoravidi so pripravljali zasedo El Cidovi koalicijski vojski na poti proti Valenciji, ki jo nadzoruje El Cid. V zasedi bi bila El Cidova vojska skoraj uničena, reši se šele s skoraj brezupnim frontalnim napadom na center almoravidske vojske, ki ga moč napada preseneti. Istega leta ↓
- → bitka pri Consuegri med Kastiljci in Almoravidi. V tej bitki zmagajo Almoravidi. V boju umre El Cidov sin Diego Rodriguez. Kralj Alfonz VI. se je primoran umakniti v bližnji grad, ki ga Almoravidi še osem dni oblegajo, preden se umaknejo.
- Umrlega barcelonskega grofa Berengara Rajmonda II. nasledi nečak Rajmond Berengar III.
- Investiturni boj: v Nemčiji je  oblast rimsko-nemškega cesarja in nemškega kralja Henrika IV. še vedno močna. Italiji, od papeške države do Alp, de facto vlada bojevita markiza Matilda Toskanska, ki si širom Italije začenja podrejati mesta cesarskega političnega taborja.
- V Angliji poskuša canterburyjski nadškof Anzelm iz Aoste uveljaviti investiturne reforme. Kralj Viljem II. ga izžene in Anzelm se odpravi po nasvet v Rim. V izgnanstvu ostane do Viljamove smrti. 1100 ↔
- Mezzogiorno: po organizaciji križarskega pohoda in vrnitvi cesarja Henrika IV. v Nemčijo se papež Urban II. loti naslednje naloge: v južni Italiji, ki je pod nadzorom zaveznikov Normanov, namerava bizantinsko litrurgijo zamenjati za latinsko. Za papeškega legata pooblasti sicilskega grofa Rogerja Guiscarda.
- Ogrski kralj Koloman premaga zadnjega hrvaškega kralja Petra Svačića.

## Rojstva
- 15. marec - Fudživara Tadamiči, japonski regent († 1164)
- Gwenllian ferch Gruffydd, valižanska kraljica Deheubartha († 1136)
- papež Lucij III. († 1185)

## Smrti
- 6. november - Heondžong, 14. korejski kralj dinastije Gorjeo (* 1084)
- Berengar Rajmond II., barcelonski grof (* 1053)
- Marpa Lotsawa, tibetanski budistični jogi in prevajalec (* 1012)
- Odo iz Bayeuxa, grof Kent, anglonormanski škof, polbrat Viljema Osvajalca (* 1030)
- Peter Snačić, zadnji hrvaški kralj